# Viudas (película de 2018)
Viudas (título original en inglés: Widows) es una película del género thriller, dirigida por Steve McQueen de un guion escrito por McQueen y Gillian Flynn, basada en la serie Widows de 1983, de la cadena de televisión ITV. 20th Century Fox estrenó la película el 16 de noviembre de 2018.

## Argumento
Cuatro ladrones armados son asesinados en un intento fallido de atraco, solo para que sus viudas se levanten para terminar el trabajo.

## Reparto
- Viola Davis como Verónica Rawlins, una de las viudas y la esposa del Sr. Rawlins.
- Elizabeth Debicki como Alice, una de las viudas.
- Cynthia Erivo como Belle, una de las viudas.
- Michelle Rodriguez como Linda, una de las viudas.
- Liam Neeson como Sr. Rawlins, el esposo de Verónica.
- Colin Farrell como Jack Mulligan, el hijo del Sr. Mulligan y un político que se encuentra mezclado en los planes de las viudas.
- Daniel Kaluuya como Jatemme.
- André Holland
- Robert Duvall como Sr. Mulligan, el padre de Jack.
- Carrie Coon
- Garret Dillahunt
- Manuel Garcia-Rulfo
- Jacki Weaver
- Brian Tyree Henry
- Lukas Haas
- Michael Harney como Sgt. Fuller, un policía corrupto involucrado en una conspiración.
- Jon Bernthal como uno de los esposos de una viuda.

## Producción
El 27 de marzo de 2015, se anunció que el proyecto estaba en desarrollo con un guion escrito por la escritora de Gone Girl, Gillian Flynn y Steve McQueen, con McQueen como director. Originalmente Jennifer Lawrence fue contactada para un papel, pero debido a conflictos de programación tuvo que declinar. El 27 de septiembre de 2016, Viola Davis se unió al elenco. El 10 de noviembre de 2016, Cynthia Erivo se unió al elenco. A partir del 13 de enero de 2017, André Holland estaba en pláticas para unirse al elenco. En febrero de 2017, Elizabeth Debicki,  Michelle Rodriguez, y Daniel Kaluuya se unieron al elenco. En marzo de 2017, Liam Neeson se unió al elenco de la película. En abril de 2017, Colin Farrell se unió al elenco de la película. Ese mismo mes, Robert Duvall se unió al elenco de la película. En mayo de 2017, Garret Dillahunt, Jacki Weaver, Manuel Garcia-Rulfo y Lukas Haas se unieron al elenco de la película. En junio de 2017, Carrie Coon fue elegida para la película. En agosto de 2017, Michael Harney y Jon Bernthal se unieron al elenco de la película.

### Rodaje
El rodaje comenzó el 8 de mayo de 2017.

## Recepción
Widows ha recibido reseñas positivas de parte de la crítica y de la audiencia. En el sitio web especializado Rotten Tomatoes, la película posee una aprobación de 91%, basada en 425 reseñas, con una calificación de 8.1/10 y con un consenso crítico que dice: "Widows reúne un conjunto estelar para un thriller de atracos que mezcla el entretenimiento de las palomitas de maíz con un mensaje, y marca otro salto artístico para el director Steve McQueen." De parte de la audiencia tiene una aprobación de 61%, basada en más de 5000 votos, con una calificación de 3.3/5.
El sitio web Metacritic le ha dado a la película una puntuación de 84 de 100, basada en 57 reseñas, indicando "aclamación universal". Las audiencias encuestadas por CinemaScore le han dado a la película una "B" en una escala de A+ a F, mientras que en el sitio IMDb los usuarios le han dado una calificación de 6.8/10, sobre la base de 98 406 votos. En la página FilmAffinity la cinta tiene una calificación de 6.0/10, basada en 9829 votos.